# Great Whelnetham
Great Whelnetham est un village et une paroisse civile du Suffolk, en Angleterre.